# Wilfried Kramps
Wilfried Kramps (* 15. Dezember 1939 in Witten; † 22. Mai 2017) war ein deutscher Politiker und nordrhein-westfälischer Landtagsabgeordneter der SPD.

## Leben und Beruf
Nach dem Besuch der Volksschule und der Handelsschule absolvierte er eine kaufmännische Ausbildung und war bis 1965 als Angestellter im Verkehrswesen beschäftigt. Von 1965 bis 1985 war er Parteisekretär und -geschäftsführer im SPD-Unterbezirk Hagen. 
Der SPD trat er 1960 bei. Er war in zahlreichen Gremien der Partei tätig, so war er z. B. von 1963 bis 1968 Vorsitzender des SPD-Stadtverbandes Herdecke.

## Abgeordneter
Vom 30. Mai 1985 bis 2. Juni 2005 war Kramps Mitglied des Landtags des Landes Nordrhein-Westfalen. Er wurde jeweils im Wahlkreis 119 Hagen I direkt gewählt.
Dem Stadtrat der Stadt Hagen gehörte er von 1969 bis 1989 an. Von 1974 bis 1984 war er Mitglied der Landschaftsversammlung des Landschaftsverbandes Westfalen-Lippe.

## Sonstiges
Kramps war Mitglied der zwölften Bundesversammlung, die am 23. Mai 2004 den Bundespräsidenten Horst Köhler wählte.